# Anthem of the Peaceful Army
Anthem of the Peaceful Army – debiutancki album rockowej grupy amerykańskiej Greta Van Fleet, wydany 19 października 2018 przez Republic Records.
W pierwszym tygodniu od premiery Anthem Of The Peaceful Army był najlepiej sprzedającą się płytą w USA – z wynikiem ponad 80 tysięcy sprzedanych egzemplarzy. Wydawnictwo zadebiutowało na 3. miejscu listy Billboard 200.
W Polsce album osiągnął 5. miejsce w zestawieniu sprzedaży płyt OLiS, otrzymał Fryderyka 2019 w kategorii «Najlepszy Album Zagraniczny» oraz osiągnął status platynowej płyty.

## Lista utworów
| 1.  | „Age of Man”                      | 6:06  |
|     |                                   |       |
| 2.  | „The Cold Wind”                   | 3:16  |
|     |                                   |       |
| 3.  | „When the Curtain Falls”          | 3:42  |
|     |                                   |       |
| 4.  | „Watching Over”                   | 4:28  |
|     |                                   |       |
| 5.  | „Lover, Leaver (Taker, Believer)” | 6:01  |
|     |                                   |       |
| 6.  | „You're the One”                  | 4:25  |
|     |                                   |       |
| 7.  | „The New Day”                     | 3:44  |
|     |                                   |       |
| 8.  | „Mountain of the Sun”             | 4:30  |
|     |                                   |       |
| 9.  | „Brave New World”                 | 5:00  |
|     |                                   |       |
| 10. | „Anthem”                          | 4:41  |
|     |                                   |       |
|     |                                   | 45:53 |
|     |                                   |       |